# 1295 en santé et médecine
| Années de la santé et de la médecine : 1292 - 1293 - 1294 - 1295 - 1296 - 1297 - 1298    |
| Décennies de la santé et de la médecine : 1260 - 1270 - 1280 - 1290 - 1300 - 1310 - 1320 |

Cet article présente les faits marquants de l'année 1295 en santé et médecine.

## Événements

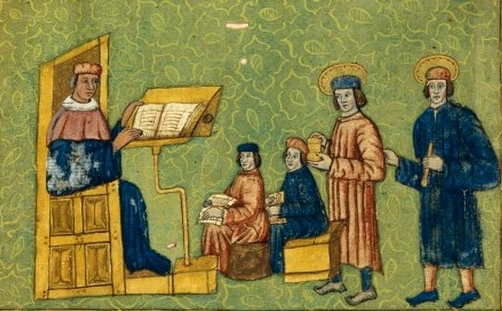
Lanfranc de Milan enseigne sous le patronage de Côme et Damien

- Fondation d'un hôpital à Zadar, capitale de la Dalmatie « vénitienne », par Cosa Saladin[2].
- À Florence, en Toscane, fondation par Bennucio Senni del Bene du Spedale di S. Bartolomeo al Mugnone, voué à l'accueil des pauvres et des malades[3].
- L'hôpital de Bistrita, deuxième établissement de cette sorte attesté en Transylvanie, est tenu par les dominicains[4].
- Chassé de Milan vers 1290 par Mathieu le Grand, le chirurgien Lanfranc (c.1250-1306), s'installe à Paris[5].
- Selon la nouvelle législation de Florence, les nobles doivent être inscrits dans une corporation pour être éligibles au priorat et, sans être du métier, Dante se fait donc enregistrer parmi les médecins et apothicaires[6].
- Vers 1288-1295 : le médecin François André est au service des fils de Charles II, roi de Naples, laissés en otages à Barcelone[7].

## Personnalités
- Fl. Enguerrand[8], barbier, et Raoul[8], médecin, couchés sur le testament de Renaut, seigneur de Dargies[9], en Beauvaisis.
- Fl. Guillaume Socoleti, médecin à Rodez[8].

## Décès
- Thaddée de Florence (né entre 1206 et 1215), médecin italien, professeur à l'université de Bologne[10].
- Vers 1295 : Hillel ben Samuel (it) (né vers 1220), médecin, philosophe talmudiste et poète italien ayant vécu à Naples, Capoue, Rome et Barcelone, mort à Forli[11].